# Ванкель, Феликс
Феликс Генрих Ванкель (нем. Felix Heinrich Wankel; 13 августа 1902, Лар, Великое Герцогство Баден, Германская Империя — 19 октября 1988, Гейдельберг, Баден-Вюртемберг Федеративная Республика Германия) — немецкий инженер, соавтор изобретения роторно-поршневого двигателя (так называемого двигателя Ванкеля), конструкция которого была впервые показана в 1957 году, вместе с инженером компании NSU Вальтером Фройде, которому и принадлежала идея данной конструкции двигателя. Ванкель всю жизнь работал над созданием другого мотора с простым вращением взаимодействующих роторов.
Вместе с Вальтером Фройде и своей группой он провел обширные исследования механических уплотнений вращающихся клапанов (золотников). Они сформулировали также требования к эффективным подвижным уплотнениям.
Ванкель никогда не имел водительских прав, так как с детства страдал крайней близорукостью. Он не владел основами высшей математики, полагаясь на своё исключительное чувство пространства.

## Биография
Родился 13 августа 1902 года в Ларе. Был единственным ребенком в семье Герти Ванкель (урождённой Хайдлауфф) и лесного инспектора Рудольфа Ванкеля. Отец Феликса (Рудольф Ванкель) погиб во время Первой мировой войны в 1914 году. В следующем году семья переехала в Гейдельберг.
Феликс Ванкель не смог ни поступить в университет, ни получить рабочую специальность. Самостоятельно изучая технические дисциплины, Ванкель в 1924 году пришёл к идее роторно-поршневого двигателя (РПД).
В 1922 году Ванкель вступил в НСДАП, в первое местное отделение  Гейдельберга, которое было основано в марте того же года, но вскоре было запрещено. В октябре 1926 года он вступил в НСДАП во второй раз, где познакомился со своей будущей женой Эммой, сестрой лидера местной группы НСДАП в Ларе. Летом 1928 года австриец Леопольд Плайхингер, химик-материаловед работавший на BMW и активный национал-социалист, организовал для Ванкеля встречу с Адольфом Гитлером , чтобы поговорить о более сильной технической ориентации в обучении молодежи. Через Плайхингера Ванкель также вступил в контакт с фабрикантом Вильгельмом Кепплером в 1927 году, который был экономическим советником Гитлера. В 1932 году Ванкель был исключён из партии.
В марте 1933 года оказался тюрьме, но уже в сентябре того же года был освобождён.
В 1936 году прототип его роторного двигателя заинтересовал BMW; Ванкель получил финансирование и собственную мастерскую в Линдау для разработки опытных авиадвигателей под патронажем геринговского министерства авиации.
В 1936 году Ванкель женился на Эмме Кирн, детей у них не было.
В 1945 году оборудование Ванкеля было вывезено во Францию по репарациям. В 1951 году с помощью фирмы «Гётце» (Goetze AG) Ванкель возобновил исследования.
В 1954 году он, наконец, нашёл оптимальную конфигурацию камеры сгорания РПД.
В 1958 году фирма NSU выпустила первый автомобиль с упрощённым вариантом РПД, однако самого конструктора эта реализация не удовлетворила.
С 1960 года Ванкель работал в новом исследовательском центре в Линдау.
В 1964 году в фирме NSU появился двигатель оригинальной конструкции Ванкеля Ro 80 (всего было выпущено около 40 тыс. таких машин). 
В 1959—1970 гг. патент Ванкеля приобрели все крупнейшие автопроизводители западного мира, однако в 2007—2008 гг. машины с роторно-двигателем конструкции Ванкеля и Фройда производятся только под маркой Mazda (RX-серия купе и седанов, включая Mazda Cosmo, R100, the RX-7 и RX-8) и ВАЗ.
Умер 9 октября 1988 года Гейдельберге.

Цикл Ванкеля
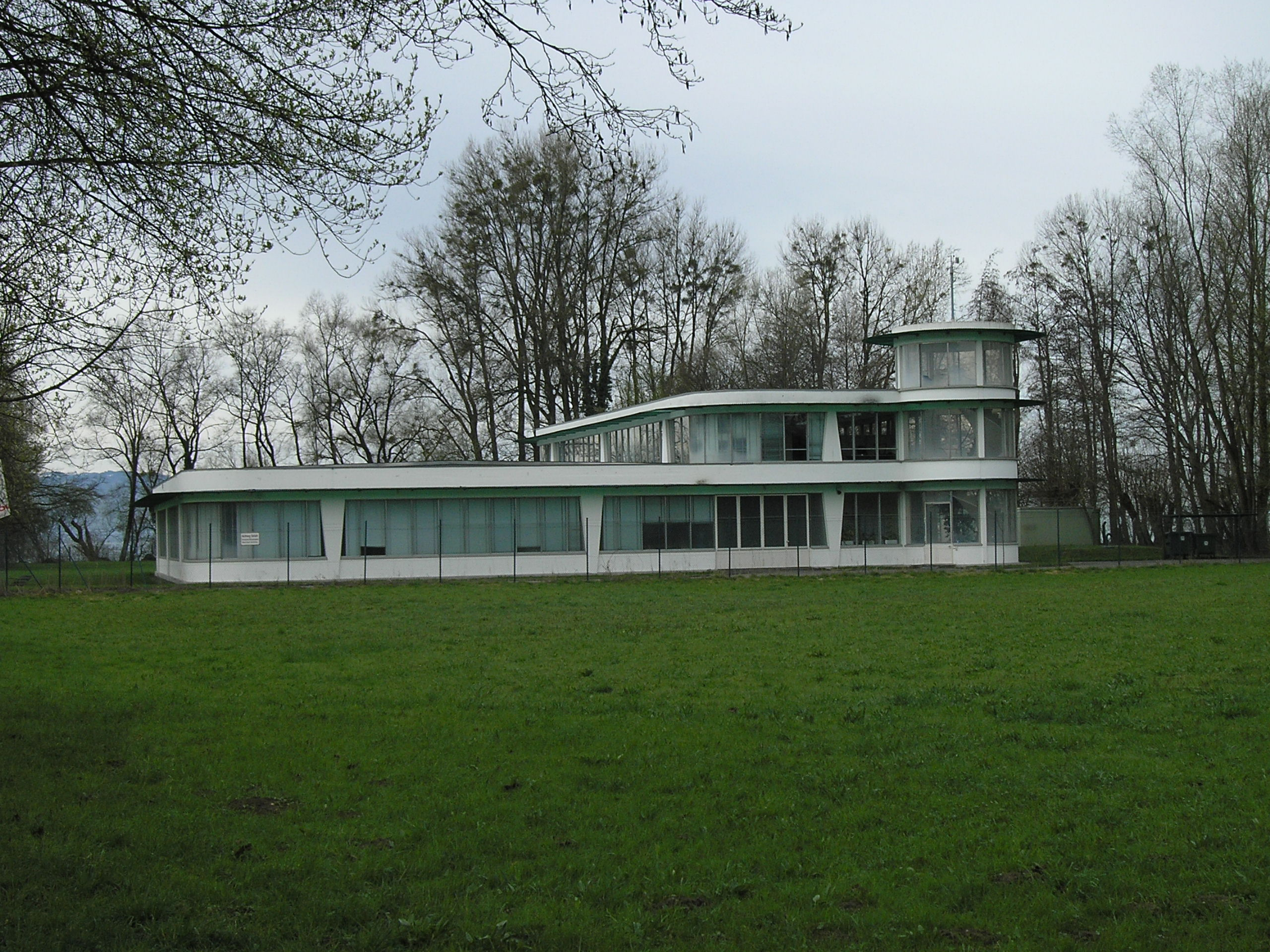
Мастерская Ванкеля в Линдау
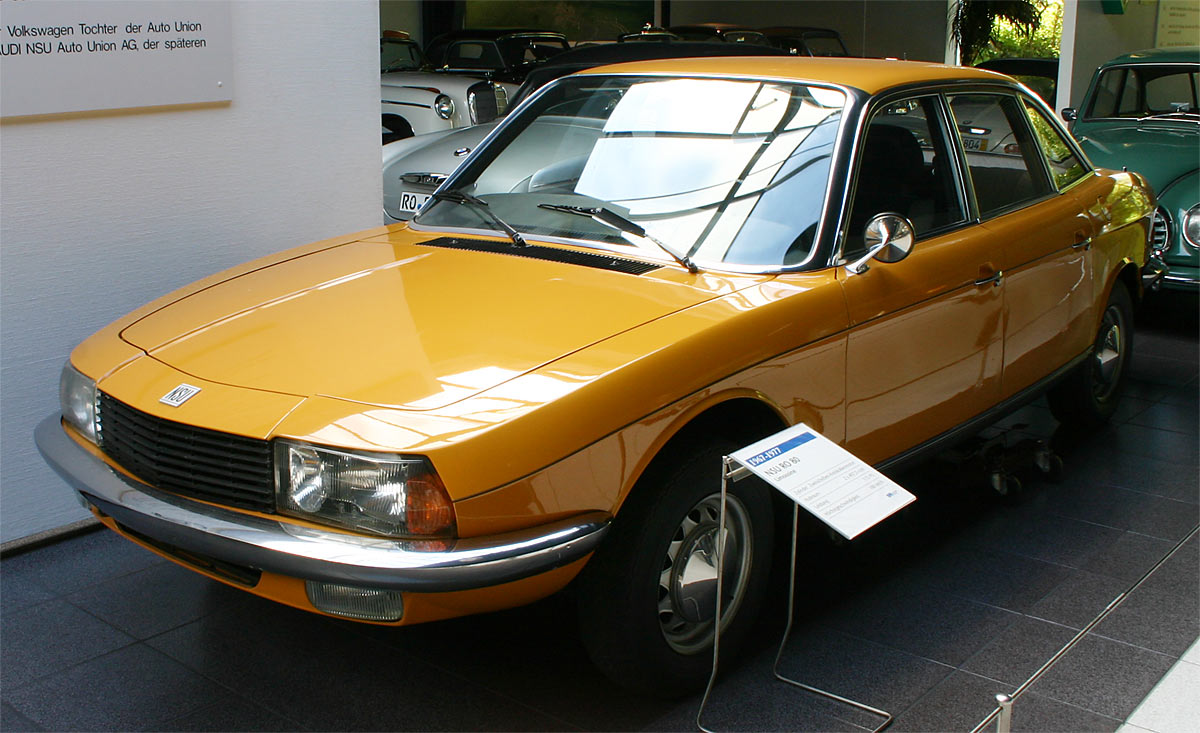
NSU Ro 80 с роторно-поршневым двигателем